# Temperament musical
El temperament és un sistema d'afinació construït per l'alteració d'una gamma natural. En la música, els sistemes d'afinació estan destinats als instruments de sons fixes, és a dir, a la majoria d'instruments.

## Origen i necessitat dels temperaments

### Consonànciaidissonància
Així com les freqüències dels sons i els seus intervals relatius tenen grandàries quantificables, els conceptes de consonància i dissonància són menys objectives i es basen en la percepció auditiva. Físicament la consonància designa la capacitat de diversos sons d'unir-se entre ells, tal com ocorre en la relació del so fonamental i els seus harmònics. Però en la pràctica musical la "justesa" dels intervals no és sempre el paràmetre que se segueix a l'hora d'afinar els instruments. El concepte de consonància i dissonància canvia segons el moment històric i la situació geogràfica, i respon més a qüestions de gust: acostuma a anomenar-se "consonància" aquella combinació de sons simultanis que és agradable a l'oïda.

### Afinació
Un dels problemes de l'afinació justa o pitagòrica és que no és possible afinar un instrument de sons fixes (com un piano) i poder canviar de to amb la facilitat que ho fan altres instruments, ja que hi ha petits decalatges entre els sons afinats amb aquest tipus de temperament. Per això els temperaments han hagut de perdre part de la seva justesa matemàtica a mesura que s'anà desenvolupant el llenguatge harmònic occidental.

## Evolució històrica del Temperament
Gammes i temperaments utilitzats en occident, cronològicament:
- Antiga Grècia fins a l'edat mitjana: es feia servir la Gamma pitagòrica, és a dir l'escala resultant de la successió de quintes naturals a partir d'una nota donada.
- Per a la música del Renaixement, el temperament mesotònic de terceres pures.
- Per a la música barroca primerenca, es feia servir el temperament desigual.
- A partir del Barroc i fins avui dia el temperament igual.
- En algunes tendències musicals d'avantguarda s'utilitzen temperaments de divisions múltiples, però també són freqüents els canvis d'afinació de cordes a la música popular urbana.

### Gamma pitagòrica
La gamma pitagòrica és la més antiga de les teories d'afinació occidentals. Aquesta gamma (successió de notes ordenades) es construeix com a concatenació de quintes justes, però després de dotze quintes en comptes de coincidir a l'uniso o l'octava del principi. Aquest problema es resolia acceptant una quinta més petita. De totes maneres, amb aquest sistema les terceres justes (matemàtiques) no coincidien amb les que sortien de superposar 4 quintes justes. És per això que durant molt de temps les quintes eren considerades "consonants" i les terceres "dissonants". Per tal de corregir aquests defectes van aparèixer les teories següents.

### Gamma de Zarlino
Gioseffo Zarlino (1517-1590) fou el primer a reconèixer la importància de la tercera major com a interval fonamental de l'harmonia. Ell elabora una gamma natural basat en els intervals "purs", és a dir, els intervals que corresponen a les fraccions matemàtiques d'una corda. La gamma de Zarlino es construeix de la següent manera:
- Fonamental = do = 1
- segona major = re = 9/8 (dues quintes pures transportades de l'octava: 3/2 × 3/2 ÷ 2)
- tercera menor = mi = 6/5
- tercera major = mi' = 5/4
- Quarta justa = fa = 4/3
- Quinta justa = sol = 3/2
- Sisena major = la = 5/3 (síntesi d'una tercera major i una quarta justa 5/4 x 4/3 = 5/3)
- Setena major = si = 15/8 (tercera major + quinta 5/4 x 3/2 = 15/8, en comptes del 243/128 segons Pitàgores)
- Octava = do = 2.

Els altres intervals es calculen de manera anàloga, és a dir sumant o restant terceres, quintes i octaves. Segons aquest sistema les fraccions dels intervals purs són relativament simples excepte la segona menor (16/15) i la seva simètrica sèptima (15/8), i sobretot el tríton (45/32)

### Els temperaments mesotònics
La idea dels temperaments iguals és el de disminuir la coma sintònica de totes les quintes de manera que es puguin mantenir les terceres pures en dos tons sense tenir una sola quinta més petita com en l'escala pitagòrica. Els temperaments mesotònics o iguals es van utilitzar a la música barroca però permetien modulacions només a les tonalitats veïnes a la tònica.

### Els temperaments desiguals
Hi ha un gran nombre de teòrics dels segles XVII i XVIII que proposaren solucions, com Werckmeister, Lambert Chaumont, Johann Philipp Kirnberger, Jean-Philippe Rameau o Vallotti.
Dins el quadre d'aquest tipus de temperament totes les quintes i terceres són diferents i, per tant, el "color sonor" de cada tonalitat és particular. L'alegria, tristesa, serenitat, malenconia, etc., s'expressen en la tria de la tonalitat que tindrà la peá. Aquest criteri és practicat per compositors com Johann Sebastian Bach i François Couperin.

## Eltemperament igual(gamma temperada)
El temperament igual coincideix en l'època de la Revolució Francesa i consisteix a dividir l'octava en dotze semitons cromàtics iguals. El seu inconvenient principal és que tots els intervals resultants són "impurs" matemàticament, però aquest sistema permet canviar de tonalitat fàcilment. És el que es fa servir actualment per afinar els instruments avui en dia.